# Twilight of the Idols (In Conspiracy with Satan)
Twilight of the Idols (In Conspiracy with Satan) este cel de-al șaselea album de studio al formației Gorgoroth. Este singurul album de studio cu Kvitrafn.
Titlul provine de la titlul cărții Amurgul idolilor (sau cum se filozofează cu ciocanul) de Friedrich Nietzsche. Coperta înfățișează o biserică în flăcări, acest fapt stârnind controverse. Ca urmare pe unele versiuni ale albumului coperta a fost schimbată, în locul bisericii arzânde apărând cei patru membri ai formației.

## Lista pieselor
1. "Procreating Satan" - 03:42
2. "Proclaiming Mercy - Damaging Instinct Of Man" - 02:56
3. "Exit - Through Carved Stones" - 05:45
4. "Teeth Grinding" - 04:34
5. "Forces Of Satan Storms" - 04:34
6. "Blod og minne" (Sânge și memorie) - 03:26
7. "Of Ice And Movement..." - 06:41
8. "Domine in Virtute Tua Laetabitur Rex" - 00:50

## Personal
- Infernus - chitară
- Gaahl - vocal
- Kvitrafn - baterie
- King ov Hell - chitară bas